# Corel VideoStudio
Corel VideoStudio (vormals Ulead VideoStudio) ist eine Software der Corel Corporation. Ursprünglich entwickelt von der taiwanischen Firma Ulead Systems, hat mit der Akquisition Uleads im Jahre 2006 die Corel Corporation die Software mit übernommen. Als Einsteigerprodukt für den Bereich der Videobearbeitung können vielfältige Aufgaben mit Hilfe von Assistenten erledigt werden. Zu den grundlegenden Funktionen gehören der Videoschnitt, der Einsatz von Überblendungen, Videoeffekte, Texterstellung, Audiountermalung etc. Die Software unterstützt dabei viele verschiedene Videoformate (auch in HD), wie MPEG oder AVI, aber auch Audio- und Bildformate. Darüber hinaus ermöglicht Corel VideoStudio die Erstellung von DVD-Menüs (DVD-Authoring). Hierfür werden zahlreiche Vorlagen mitgeliefert. In den neueren Versionen wird auch die Blu-ray- und 3D-Bearbeitung ermöglicht.

## Versionen
Corel VideoStudio ist als Pro- und Ultimate-Version erhältlich. Die Ultimate-Version ergänzt dabei die Pro-Version um die Effektpakete
- proDAD VitaScene LE
- proDAD Handscript Animation
- proDAD RotoPen
- proDAD Mercalli SE
- proDAD Adorage
- proDAD VitaScene LE
- Boris Title Studio
- NewBlue FX ColorFast
- NewBlue FX Motion Effects
- NewBlueFX  Background Generator
- NewBlueFX Video Essentials VII
- NewBlueFX ColorFast[2]